# Giovanni Francesco Anerio
Giovanni Francesco Anerio (* 7. Juli 1569 in Rom; beerdigt am 12. Juni 1630 in Graz) war ein italienischer Komponist und Kapellmeister.

## Leben und Wirken
Giovanni Francesco Anerio war der jüngere Bruder von Felice Anerio, der Palestrinas Nachfolger als päpstlicher Komponist wurde. Er war von 1575 bis 1579 Mitglied der Capella Giulia unter Palestrina.
Anerio äußerte früh den Wunsch Kleriker zu werden und erhielt die Tonsur am 12. Dezember 1583, erst 1617 wurde er zum Diakon und nur eine Woche später, am 24. Juli erhielt er die Priesterweihe. Am 7. August soll er seine erste Heilige Messe gefeiert haben. Zu diesem Anlass hätten alle Musiker Roms  in acht Chören gesungen.
1585 soll er von Philipp Neri wundertätig von einer schweren Krankheit geheilt worden sein. Daher unterhielt Anerio enge Kontakte zum Oratorium des hl. Philipp Neri, wo er 1595 zu Philipp Neris Seligsprechung mit seinen Brüdern auftrat. Zu dieser Zeit stand er in den Diensten von Kardinal Antonio Maria Galli (1553–1620). Bis 1599 war er hauptamtlich für das Oratorium tätig, danach hatte er eine Anstellung beim Herzog Massimiliano Caffarelli in Rom. Von 1601 bis 1603 war Anerio, als Nachfolger Francesco Sorianos, Kapellmeister in der Lateranbasilika. Von November 1605 bis Januar 1610 war er als Nachfolger von Vincenzo de Grandis Kapellmeister an Santo Spirito in Sassia. 1609 hielt er sich kurze Zeit in Verona auf, kehrte zurück nach Sassia und übte dann die Stelle des Kapellmeisters der Kathedrale zu Verona das ganze Jahr  1610 aus. In Verona wurde er 1610 zum Maestro di musica della Accademia Filarmonica der Stadt ernannt. Für die Accademia musste er für ein jährliches Entgelt von 30 Dukaten Madrigale und Poesien vertonen und an jedem Mittwoch die Musikveranstaltungen der Akademie leiten. Ende 1610 war er für kurze Zeit in Rom, um die Veröffentlichung einer Werkesammlung zu überwachen. Am 14. Mai 1611 verließ er Verona endgültig und wurde danach musicae praefectus [Musikpräfekt] am Collegio Romano in Rom. Er war von 1613 bis 1620 Kapellmeister an der Kirche Santa Maria dei Monti. Im Juni 1624 nahm er als Organist an den Feierlichkeiten zur Einkleidung der Novizen des Konvents San Teonisto in Treviso teil.
Ebenfalls im Jahr 1624 wurde er, in einer langen Reihe von italienischen Vorgängern, Chormeister des Königs Sigismund III. Wasa von Polen und Schweden in Warschau. Im Amt, das er 1628 wahrscheinlich aus gesundheitlichen Gründen aufgeben musste, folgte vermutlich auf seine Empfehlung sein Schüler Marco Scacchi. Auf der Heimreise nach Rom starb er in der Nähe von Graz, wo er laut Kirchenbüchern auf dem Friedhof der Kirche St. Andrä von Dominikanern beigesetzt wurde.

## Werk
Im Jahr 1607 erschien in Venedig die in der Deutschen Staatsbibliothek Berlin verfügbare Tabulatursammlung Gagliarde intavolate per sonare sul Cembalo e Liuto, vierstimmige Gagliarden
in italienischer Tabulatur für Cembalo und für Laute. Bereits früh war Anerio ein progressiverer Komponist als sein Bruder Felice, in seinem Motettenbuch von 1611 befinden sich mehrere Werken, in denen er den zeitgenössischen Concertato Stil anwendet. Seine wichtigsten und progressivsten Werke sind für den Gebrauch in den Oratorien zu finden, vor allem ist hier das Werk Teatro armonico spirituale von 1619 zu erwähnen. Anerio schrieb aber auch in einem eher konservativen Stil, wie Messen, Madrigale, geistliche Dialoge, Responsorien, 4 Passionen, Litaneien und weitere kirchliche Werke. Anerio zählte zu den progressiven Komponisten seiner Zeit, der den Übergang vom Palestrinastil, zu den Kompositionsstilen der ersten Dekaden des 17. Jahrhunderts, ähnlich wie sie auch Antonio Cifra vollzog.

### Moderne Notenausgaben (Auswahl)
- Cantate Domino (Psalm 98) für Sopran, Alt, Tenor und Bass, herausgegeben von  Mike Ware, 2015 publiziert im Verlag Carl Fischer ISBN 978-0-8258-9818-1
- Christus factus est. Enthalten in Zebulon M. Highben: Augsburg Motet Book, Augsburg Fortress, 2013 ISBN 978-1-4514-2370-9

### Einspielungen (Auswahl)
- Requiem. Missa pro defunctis. 1990 vom Westminster Cathedral Choir unter der Leitung von James O’Donnell (* 1961) 1990 beim Label Hyperion Records eingespielt.